# Agnieszka Korneluk
Agnieszka Korneluk, tidigare Kąkolewska, född 17 oktober 1994 i Poznań, är en polsk volleybollspelare (center) som spelar för Grupa Azoty Chemik Police.
Korneluk var en del av Polens landslag vid EM 2013, Europeiska spelen 2015, EM 2017, EM 2019 och VM 2022.
I juni 2022 gifte hon sig.

## Karriär
Korneluk började spela volleyboll i KS Energetyk Poznań och gick sedan till SMS PZPS Sosnowiec, där det blev spel mellan 2010 och 2013. Inför säsongen 2013/2014 gick hon till Impel Wrocław. Efter fyra år i klubben flyttade Korneluk  inför säsongen 2017/2018 till Grot Budowlani Łódź.
Inför säsongen 2018/2019 flyttade Korneluk utomlands för spel i italienska Serie A1-klubben Pomì Casalmaggiore. Efter en säsong i klubben gick hon till ligakonkurrenten Pallavolo Scandicci Savino Del Bene. Inför säsongen 2020/2021 återvände hon till Polen för spel i Grupa Azoty Chemik Police.

## Klubbar
Juniorklubbar
- KS Energetyk Poznań (2005–2010)
- SMS PZPS Sosnowiec (2010–2013)

Seniorklubbar
- Impel Wrocław (2013–2017)
- Grot Budowlani Łódź (2017–2018)
- Volleyball Casalmaggiore (2018–2019)
- Pallavolo Scandicci Savino Del Bene (2019–2020)
- Grupa Azoty Chemik Police (2020–)

## Meriter

### Klubblag
Impel Wrocław
- Polska mästerskapet
  - Silver 2014
  - Brons 2016

Grot Budowlani Łódź
- Polska mästerskapet: Brons 2018
- Polska cupen: 2018
- Polska supercupen: 2017

Grupa Azoty Chemik Police
- Polska mästerskapet: 2021, 2022
- Polska cupen: 2021

### Landslag
- European Volleyball League: Brons 2014
- Europeiska spelen: Silver 2015
- Montreux Volley Masters: 2019